# ابویعقوب سجستانی
ابویعغوب بن احمد سگزی، معروف به بندانه متوفای سال ۳۳۱ هجری قمری، از دانشمندان سیستانی قرن چهارم هجری است.
وی یکی از بزرگترین علما و دانشمندان قرن چهارم هجری و از داعیان بزرگ باطنی است. 
مشهورترین کتاب وی کشف‌المحجوب است که از کتاب‌های فلسفی آن زمان به‌شمار می‌رود. این کتاب شامل هفت مقاله در مورد توحید و به زبان فارسی دری نوشته شده‌است.
با توجه به مطالعه این کتاب در می‌یابیم که همهٔ مفاهیم آن برگرفته از قرآن است. 
```
داعیان شیعه اسماعیلی بااستفاده از آن مخالفین خود را محکوم می‌کرده‌اند.
```

دکتر ذبیح‌الله صفا در کتاب ادبیات ایران و در خصوص موضوع و محتوی کتاب کشف المحجوب چنین آورده‌است:<موضوع این کتاب حکمت است که شامل هفت اصل است که هر اصل و مقالت به چند جستار توحید، خرد، نفس، طبیعت، موجودات روی زمین، نبوت و معاد. می‌باشد.>